# تمثال أبو الهول الكبير (تانيس)

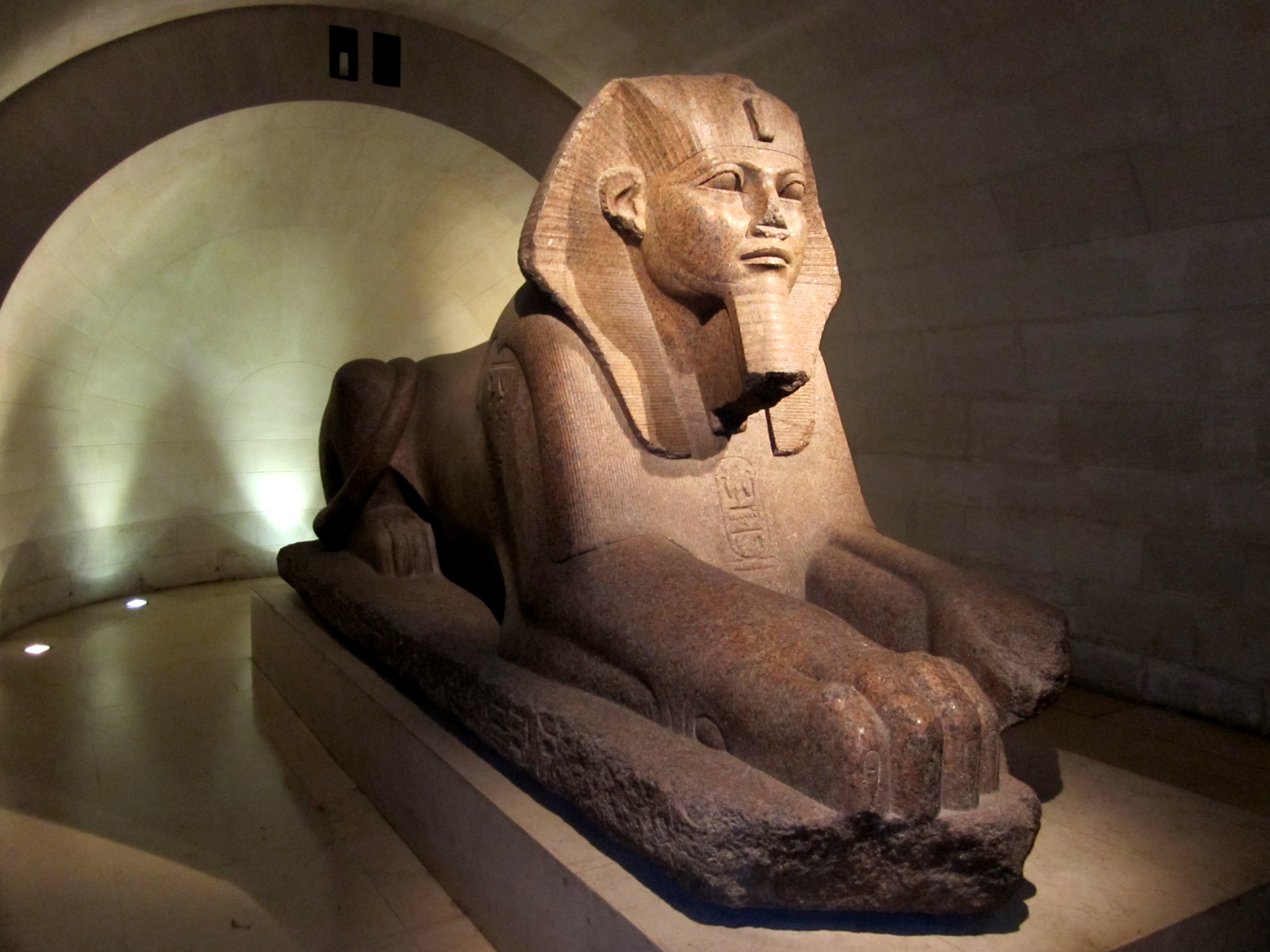

تمثال أبو الهول الكبير في تانيس هو تمثال منحوت من الجرانيت لأبو الهول يعود تاريخه إلى القرن السادس والعشرين قبل الميلاد. واكتشف في أطلال معبد آمون رع في تانيس عاصمة مصر القديمة خلال الأسرة الحادية والعشرين والأسرة الثالثة والعشرين. تم إنشاؤه قبل ذلك بكثير، ولكن لا يزال هناك جدل حول فرضيات الأسرة الرابعة أو الأسرة الثانية عشرة. وكل ما تبقى من نقوشه الأصلية هي الأجزاء التي تشير إلى الملوك أمنمحات الثاني (الأسرة الثانية عشرة)، مرنبتاح (الأسرة التاسعة عشرة) وشيشنق الأول (الأسرة الثانية والعشرون).
استحوذ متحف اللوفر عليه في عام 1826 كجزء من المجموعة المصرية الثانية لهنري سولت، التي اشتراها جان فرانسوا شامبليون نيابة عن الدولة الفرنسية. في البداية وُضعت الخطط لوضعه في الهواء الطلق، في وسط كور كاريه ‏، لكنها لم تنفذ. بدلاً من ذلك، عُرض تمثال أبو الهول في فناء المتحف، الذي عُرف منذ ذلك الحين باسم فناء أبو الهول، من عام 1828 حتى عام 1848. عندما نُقل إلى صالة هنري الرابع، التي لا تزال الآن غرفة النحت الضخمة التابعة للإدارة المصرية بالمتحف. في منتصف الثلاثينيات من القرن الماضي، نُقل تمثال أبو الهول إلى موقعه الحالي في سرداب أنشأه مهندس اللوفر المعماري ألبرت فيران لربط نصفي الجناح الجنوبي من كور كاريه.